# Tityang
Tityang (nep. तित्याङ) – gaun wikas samiti w zachodniej części Nepalu w strefie Dhawalagiri w dystrykcie Baglung. Według nepalskiego spisu powszechnego z 2011 roku liczył on 981 gospodarstw domowych i 3972 mieszkańców (2290 kobiet i 1682 mężczyzn).